# Metandienone
Metandienone, còn được gọi là methandienone hoặc methandrostenolone và được bán dưới tên thương hiệu Dianabol trong số những loại khác, là một loại thuốc androgen và đồng hóa steroid (AAS) mà hầu hết không còn được sử dụng. Nó cũng được sử dụng phi y tế cho các mục đích tăng cường thể chất và hiệu suất. Nó được uống bằng miệng.
Tác dụng phụ của metandienone bao gồm các triệu chứng nam tính như mụn trứng cá, tăng trưởng tóc, thay đổi giọng nói và tăng ham muốn tình dục, tác dụng estrogen như giữ nước và mở rộng vú và tổn thương gan. Thuốc là một chất chủ vận của thụ thể androgen (AR), mục tiêu sinh học của androgen như testosterone và dihydrotestosterone (DHT), và có tác dụng đồng hóa mạnh và tác dụng androgen vừa phải. Nó cũng có tác dụng estrogen vừa phải.
Metandienone ban đầu được phát triển vào năm 1955 bởi CIBA và được bán trên thị trường Đức và Hoa Kỳ. Là sản phẩm CIBA Dianabol, metandienone nhanh chóng trở thành AAS được sử dụng rộng rãi đầu tiên trong số các vận động viên chuyên nghiệp và nghiệp dư, và vẫn là AAS hoạt động phổ biến nhất cho sử dụng phi y tế. Nó hiện là một chất được kiểm soát ở Hoa Kỳ  và Vương quốc Anh  và vẫn phổ biến trong số những người tập thể hình. Metandienone có sẵn mà không cần toa tại một số quốc gia như México, và cũng được sản xuất ở một số nước châu Á.

## Sử dụng trong y tế
Metandienone trước đây đã được phê duyệt và bán trên thị trường để điều trị chứng suy sinh dục, nhưng sau đó đã bị ngưng sử dụng và rút tiền ở hầu hết các quốc gia, kể cả ở Hoa Kỳ.

## Sử dụng phi y tế
Metandienone được sử dụng cho physique- và mục đích tăng cường hiệu suất bằng cách cạnh tranh vận động viên, người tập thể hình, và người nâng tạ. Nó được cho là AAS được sử dụng rộng rãi nhất cho các mục đích như vậy cả ngày nay và trong lịch sử.

## Tác dụng phụ
Tác dụng phụ của androgen như da dầu, mụn trứng cá, bã nhờn, tăng sự phát triển tóc trên khuôn mặt / cơ thể, rụng tóc da đầu và virilization có thể xảy ra. Tác dụng phụ estrogen như gynecomastia và giữ nước cũng có thể xảy ra. Cũng như các steroid 17-alkylated khác, metandienone có nguy cơ nhiễm độc gan và sử dụng trong thời gian dài có thể dẫn đến tổn thương gan mà không có biện pháp phòng ngừa thích hợp.

## Xã hội và văn hoá

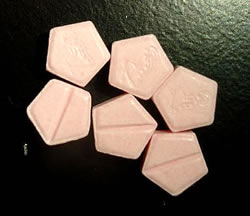
Metandienone bị tịch thu bởi Cục Quản lý Thực thi Ma túy (DEA) năm 2008.